# Torymus triangularis
Torymus triangularis är en stekelart som beskrevs av Thomson 1876. Torymus triangularis ingår i släktet Torymus och familjen gallglanssteklar. Arten är reproducerande i Sverige. Inga underarter finns listade i Catalogue of Life.